# (4905) Hiromi
(4905) Hiromi (1991 JM1) – planetoida z pasa głównego asteroid okrążająca Słońce w ciągu 4,2 lat w średniej odległości 2,6 j.a. Odkryta 15 maja 1991 roku.